# مارثا هاكيت
مارثا هاكيت (بالإنجليزية: Martha Hackett)‏ هي ممثلة أمريكية، ولدت في 21 فبراير 1961 ببوسطن في الولايات المتحدة.

## أعمال

### أفلام
- (2014) ألكسندر واليوم الرهيب، الفظيع، غير الجيد، السيء جدا[5][6]
- (2017) ذا باي باي مان[7]

### مسلسلات
- فوياجر

## وصلات خارجية
- مارثا هاكيت على موقع IMDb (الإنجليزية)
- مارثا هاكيت على موقع روتن توميتوز (الإنجليزية)
- مارثا هاكيت على موقع ألو سيني (الفرنسية)
- مارثا هاكيت على موقع أول موفي (الإنجليزية)
- مارثا هاكيت على موقع قاعدة بيانات الأفلام السويدية (السويدية)
- مارثا هاكيت على موقع قاعدة بيانات الفيلم (الإنجليزية)
- مارثا هاكيت على موقع كينوبويسك (الروسية)